# G6 (Europäische Union)
Die G6 in der Europäischen Union war ein inoffizieller Zusammenschluss der sechs einwohnerstärksten EU-Länder: Deutschland, Frankreich, Großbritannien, Italien, Polen und Spanien. Die Gruppe strebte vor allem in Sicherheitsfragen eine enge Zusammenarbeit an.
Durch die Aufnahme Polens erweiterte sich die G5 zur G6, seit dem Ausscheiden Großbritanniens aus der EU (Brexit) ist die Gruppe wieder auf G5 geschrumpft. 
| G6                     | G6          | G6                    | G6                    | G6 |
| Staat                  | Bevölkerung | Stimmen im Rat der EU | Stimmen im Rat der EU |    |
| ---------------------- | ----------- | --------------------- | --------------------- | -- |
| Deutschland            | 84.080.000  | 29                    | 8,4 %                 |    |
| Frankreich             | 67.800.000  | 29                    | 8,4 %                 |    |
| Vereinigtes Königreich | 67.200.000  | 29                    | 8,4 %                 |    |
| Italien                | 60.030.000  | 29                    | 8,4 %                 |    |
| Spanien                | 47.400.000  | 27                    | 7,8 %                 |    |
| Polen                  | 38.180.000  | 27                    | 7,8 %                 |    |
| Gesamt                 | 364.690.000 | 170                   | 49,2 %                |    |